# Wilson ASA
Wilson ASA ist eine norwegische Reederei. Sie  zählt zu den größten europäischen Küstenschifffahrtsunternehmen.

## Einzelheiten

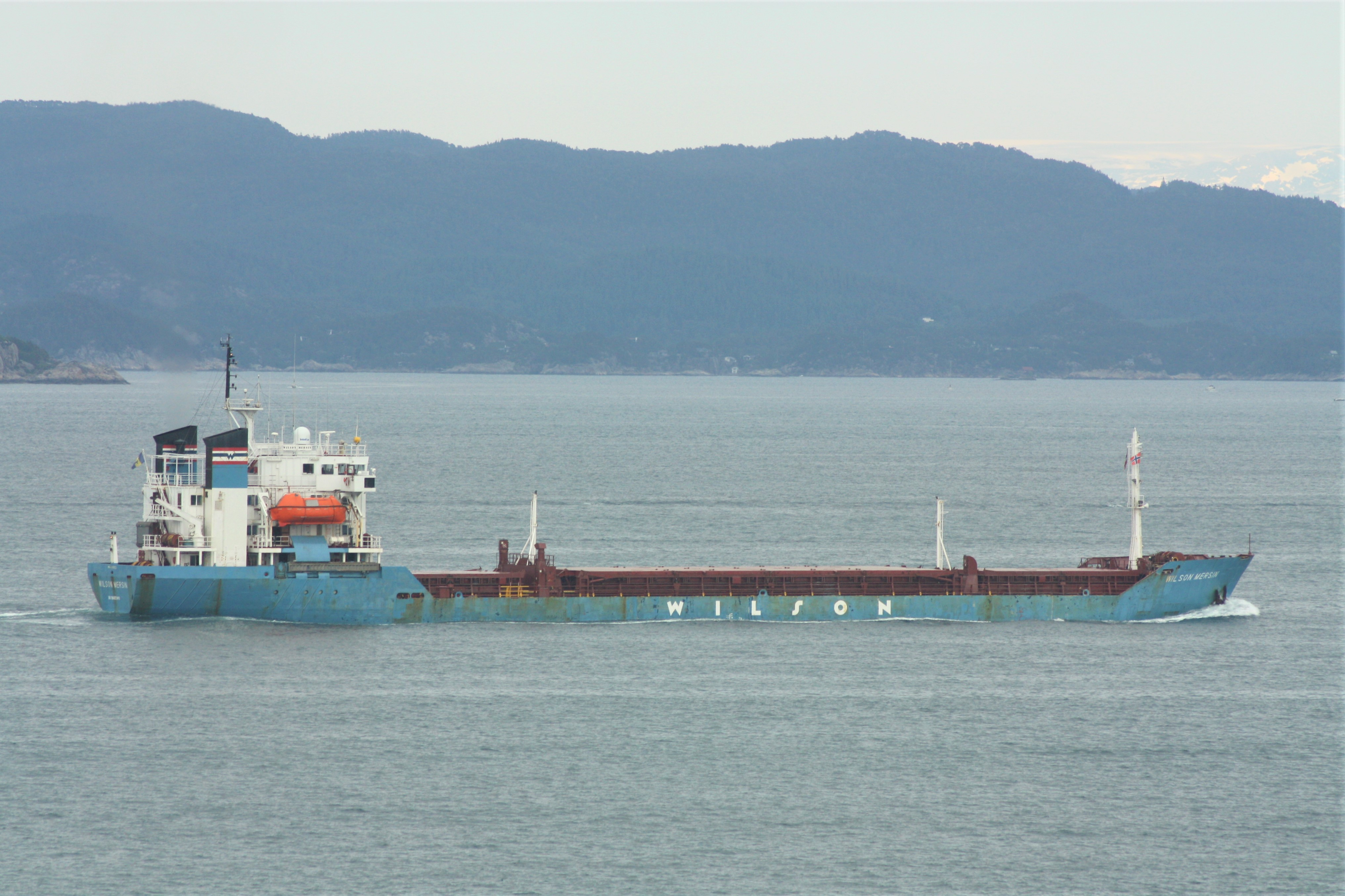
Die Wilson Mersin in reedereitypischer Farbgebung

Die Wurzeln des Unternehmens gehen auf die 1942 gegründete Reederei Paal Wilson & Co mit Sitz in Bergen zurück. Paal Wilson (1911–1985) begann mit gecharterten Schiffen und baute ein wachsendes Schifffahrtsunternehmen auf, das bald einen Holzprodukte-Transatlantikdienst zwischen British Columbia und Europa anbot. Ab 1957 baute Wilson einen Norwegian Rhine Line genannten Dienst zwischen den Rheinhäfen und Norwegen auf, und im Jahr 1958 übernahm der Nahrungsmittelhersteller Rieber & Søn 40 % der Anteile Wilsons. Anfang der 1980er Jahre betrieb Wilson neben seinen Transatlantik-Einheiten über 40 Rhein-See-Schiffe. Nachdem Paal Wilson 1985 starb und Rieber & Søn sich aus dem Schifffahrtsbereich zurückziehen wollte, übernahm die Reederei IPG Shipping 1988 67 % des Unternehmens.
1993 ging das neugegründete gemeinsame Joint Venture Jebsen Wilson Euro Carriers aus Paal Wilson & Co und der norwegischen Reederei Kristian Jebsens Rederi hervor. Im Jahr 1995 übernahm Kristian Eidesvik die Hälfte der Anteile an Paal Wilson & Co. 1997 übernahm Wilson Jebsens Anteile und im Jahr 2000 wurde die Wilson Holding AS gegründet, die 51 % von NRL Transport in Duisburg und die Bergen Shipping Chartering A/S erwarb. Am 17. März 2005 brachte Kristian Eidesvik, der seit 2001 die Anteilsmehrheit hielt, das Unternehmen als Wilson ASA an die Osloer Börse.
Wilson beschäftigt rund 2000 Menschen. Die Flotte besteht aus rund 130 Schiffen, davon 110 eigene Schiffe (2022), im Tragfähigkeitsbereich zwischen 1500 und 8500 Tonnen. Das Fahrtgebiet der Reederei erstreckt sich über europäische Gewässern vom Weißen Meer, der Nord- und Ostsee sowie Irische See im Norden über die Biskaya und das Mittelmeer bis zum Schwarzen Meer im Süden.